# Єдина державна електронна база з питань освіти
Єдина державна електронна база з питань освіти — автоматизована система збирання, сертифікації, оброблення, зберігання та захисту даних, у тому числі персональних, щодо надавачів та отримувачів освітніх послуг в Україні.

## Використання бази
Дані з цієї бази використовуються під час виготовлення:
1. документів про освіту державного зразка,
2. документів про вчені звання та наукові ступені,
3. ліцензій на надання освітніх послуг та сертифікатів про акредитацію,
4. учнівських (студентських) квитків.

## Дотримання законодавства про захист особових даних
У разі збирання персональних даних про фізичних осіб — учасників освітнього процесу забезпечується отримання їх згоди на обробку відповідних даних в Єдиній базі.

## Власник і адміністратор
Держателем (власником) Єдиної бази є МОН, адміністратором (розпорядником) Єдиної бази є державне підприємство «Інфоресурс», що належить до сфери управління МОН (Міністерство освіти і науки України).